# Риндіна Антоніна Миколаївна
Антоніна Миколаївна Риндіна (1942, село Шиловського району Рязанської області, тепер Російська Федерація) — радянська діячка, новатор виробництва, бригадир Шиловського міжгосподарського підприємства з відгодівлі великої рогатої худоби Рязанської області. Член Центральної Ревізійної Комісії КПРС у 1981—1990 роках.

## Життєпис
Закінчила сільську школу.
У 1957—1965 роках — робітниця, доярка радгоспу «Шиловський» Шиловського району Рязанської області. У 1965—1970 роках — доярка радгоспу «Жолудівський» Шиловського району Рязанської області.
У 1970—1973 роках — скотар-оператор, у 1973—1978 роках — бригадир Шиловського міжколгоспного пункту відгодівлі худоби Рязанської області.
Член КПРС з 1973 року.
У 1977 році закінчила Рязанський радгосп-технікум.
З січня 1978 року — бригадир Шиловського міжгосподарського підприємства з відгодівлі великої рогатої худоби Шиловського району Рязанської області.
На 1995 рік — оператор із відгодівлі худоби акціонерного товариства «Ібредський комплекс із відгодівлі худоби» Шиловського району Рязанської області.
Потім — на пенсії.

## Нагороди і звання
- орден Жовтневої Революції
- орден Трудового Червоного Прапора
- орден «Знак Пошани»
- медалі
- заслужений працівник сільського господарства Російської Федерації (6.01.1995)